# Cephalotes trichophorus
Cephalotes trichophorus är en myrart som beskrevs av De Andrade 1999. Cephalotes trichophorus ingår i släktet Cephalotes och familjen myror. Inga underarter finns listade.